# Битва при Беневентумі (275 до н.е.)
Битва при Беневентумі (275 р. до н. е.) була останньою битвою Піррової війни (280—275 рр. до н. е.), в якій війська епірського царя Пірра зазнали поразки від римської армії консула Манія Курія. Битва відбулася біля стратегічно важливого для обох сторін містечка Беневентум, що в Південній Італії.

## Передумови
Ставши «тяжким тягарем» для сицилійців через примусові набори у війська, високі податки на армію та неспроможність захопити карфагенську фортецю Лілібей, Пірр усвідомлює безперспективність свого перебування на острові та починає шукати варіанти виходу з нього. Підставою до відплиття для нього стають прохання союзників про допомогу у війні з Римом:
"У цю пору, коли Пірр всюди бачив зраду, змови і повстання, до нього прибули листи від самнітів і тарентійців, які, втративши свої землі і насилу відстоюючи від ворогів міста, просили його про допомогу. Це допомогло Пірру приховати, що його відплиття означає відмову від усіх задумів і втечу, бо насправді Сицилія, наче корабель, який трясло буревієм, уже не слухався його, і він, шукаючи виходу, поспішно кинувся в Італію".— Плутарх. Порівняльні життєписи. Пірр, 23
Наприкінці літа 276 р. до н. е. Пірр зі 110 військовими кораблями та більше ста транспортними суднами, на яких перевозилась його армія, що складался не лише з епріотів, а й із навербованих на Сицилії солдат, відплив із Сиракуз в район Локрів. У Мессінській протоці він натрапив на карфагенський флот, який, згідно з традицією, потопив 70 кораблів царя. Проте сучасні дослідники все ж схильні вважати, що більшість армії Пірра внаслідок переправи не постраждала, аргументуючи це тим, що йому навіть вдалося зберегти слонів, які перебували на найбільших та найбільш неповоротких суднах.
Тривале перебування Пірра на Сицилії призвело до того, що самніти, лукани і бруттії опинилися під повним контролем Риму, якому також вдалося захопити важливі міста Кротон та Локри. Тому Пірр після висадки в Італію змушений був діяти рішуче. Він перемагає у бою мамертинців, «числом, не менше, ніж 10 тисяч», відвойовує Локри, проте зазнає невдачі під Регієм. З 20 тисячами піхотинців та 3 тисячами вершників Пірр прибуває в Тарент, де починає готуватися до війни з римлянами, які теж у зв'язку з настанням зими відкладають бойові дії. Його армія, хоч за чисельністю і не поступалася тій, що відпливала з ним на Сицилію, якісно представляла собою цілком інше формування. Епірські греки, які прийшли з царем, поступово зникали з її рядів, їхнє місце займали нові рекрути, які потрапляли на службу з примусу або за плату. Саме тому Пірр, невпевнений у надійності своїх військ, передусім починає шукати фінансові ресурси. Він чудово розумів, що більша частина армії покине його, як тільки він перестане їй платити. У зв'язку з цим Пірр конфісковує майно прихильників Риму, грабує храм богині смерті Прозерпіни у Локрах, у чому деякі античні автори вбачали головну причину його майбутніх поразок. До його армії, згідно з Плутархом, тарейнтійці та інші союзники вступали неохоче, згадуючи йому відплиття до Сицилії.
Навесні 275 р. до н. е. римські консули Луцій Корнелій Лентул Кавдін і Маній Курій Дентат відвели свої армії на стратегічні позиції, щоб не дати Пірру просунутися до Риму. Луцій Корнелій Лентул розташував війська в Луканії, щоб перехопити епірського воєначальника на ранній стадії його просування або, якщо це не вдасться, принаймні відрізати його від шляхів сполучення. Маній Курій Дентат, переможець Третьої Самнітської війни у свою чергу зайняв місто Мальвентум(яке у 268 р. до н. е. стало римською колонією з назвою Беневентум)— важливий опорний пункт, що дозволяв контролювати дороги та гірські шляхи до Капуї, Кампанії, Венузії та Апулії.
У цей час римська армія також стикається зі значними проблемами набору солдат, що пов'язується як із втомою римлян воювати, так і з чумою 276 р. до н.е. Тит Лівій повідомляв, що кількість громадян зменшилася з близько 287 тисяч у у 280 р до н. е. до 271 тисяч у 275 р до н. е. Тому Маній Курій Дентан був змушений задля забезпечення військ впроваджувати надзвичайні заходи: консул конфісковував майно та продавав у рабство тих чоловіків, які не відповідали на заклик до служби. Так римлянам вдалося зібрати польову армію, яка чисельно перевершувала війська Пірра: дві римські армії налічували близько 50 тисяч, коли ж епірський цар після з'єднання з корпусом Мілона мав 35—40 тисяч військ. Тому Пірр ухвалює рішення розбити римлян до того часу, як вони встигнуть з'єднатися. Виділивши певну частину військ для захисту свого лівого флангу від Луція Корнелія Лентула, він вирушив на армію Дентата.

## Перебіг битви
Коли римський консул дізнався про наближення царя, то вирішив не залишати свого укріпленого табору біля Беневентуму, адже з стратегічних міркувань Пірр змушений був дати бій якомога швидше. Крім того, якби Дентат рушив на зустріч армії Лентула, то піддав би себе небезпеці бути атакованим на марші. Пірр, розуміючи, що лицьова атака укріплених позицій римлян буде супроводжуватися величезними втратами, вирішує вночі обійти армію ворога, взявши собою найбільш боєздатних воїнів та слонів. Діонісій Галікарнаський описує цей маневр царя:
"Як і слід було очікувати, неминуче сталося те, що солдати, обтяжені шоломами, нагрудниками і щитами, просуваючись до позицій по пагорбах і довгими стежками, які навіть ніколи не використовувалися людьми, а були просто козячими стежками через ліси і скелі, не втримали ніякого порядку і, ще до того, як ворог з'явився в полі зору, були ослаблені спрагою і втомою".— Діонісій Галікарнаський. Римські старожитності, 20.11
Тож коли Пірр зміг вийти з гір у фланг римлян, було занадто пізно. Попри початкову паніку та безлад у стані римлян, Манію вдалося навести лад у військах та, натхненному гарними передбаченнями жерців, розбити перші ряди епріотів. Усі піррові війська почали відступати назад, два бойові слони були вбиті, а вісім, притиснуті до каньйону, взяті римлянами. Змігши вирватись з невеликими залишками загону, Пірр приєднався до головної армії на Арузійських полях, де й розгорнулась основна битва.
Після ранкової перемоги Дентат вирішує більше не чекати на війська Лентула, а дати вирішальний бій Пірру самостійно. Скориставшись перевагами місцевості, він вишикував всю свою армію(за винятком загонів ветеранів, які залишились охороняти табір), таким чином викликавши царя, згідно з давньою традицією, на бій. Битва на рівнині була відчайдушною.
На правому фланзі римляни діяли успішніше, витісняючи ворога. Натомість на іншому, де діяв сам Пірр, епіроти відсунули їх, використовуючи удар слонів, кінноти та загони фалангітів. Один штурм епіротів, очолюваний рештою бойових слонів, був особливо успішним, і римські війська в цей момент не витримали і відступили до табору. Щоб не допустити катастрофи, Маній увів у бій останні резерви тріаріїв, що залишились охороняти табір. Римляни закидали стрілами, списами та камінням епріотських слонів, які викликали у війську безлад. Римський консул скористався ситуацією та браком у Пірра офіцерів, які змогли б навести лад серед солдатів, та підсилив тиск на царську армію, яка невдовзі почала хаотично відступати. Попри це римляни активно не переслідували війська Пірра. Дентат після битви залишився у своєму таборі, не прямуючи вслід за епріотами у Тарент. 

## Результати та наслідки
При втечі у Тарент Пірра супроводжувало лише кілька вершників. Про масштаб втрат армії царя можна судити з того, що після поразки він повернувся в Епір лише разом із 8 тисячами піхотинців та 500 вершниками , що становило третину війська, зібраного за п'ять років до того. Щоправда, тут слід зважати на те, що Пірр мав достатньо воїнів, аби залишити гарнізон під керівництвом свого сина Гелена у Таренті, тому число врятованих військ може бути більшим, аніж це подає антична традиція. Римлянам також внаслідок битви вдалося захопити табір епріотів, устрій організації яких детально вивчали римські офіцери, взяти більше тисячі полонених. Із захопленої здобичі Дентат побудував у Римі другий акведук Аніо-Ветус.

Після поразки Пірр, розуміючи обмеженість своїх ресурсів та небажання союзників далі підтртимувати війну, надіслав листи елліністичним царям з проханням допомоги. Не отримавши відповіді від союзників, Пірр, який, "не змігши створити великої держави, з якої міг би черпати ресурси, а опираючись лиш на незначний Епір, не мав можливості продовжувати боротьбу", залишив Південну Італію, фактично віддаючи її в руки Риму. У 272 р. до н.е. римські війська здобули Тарент, який увійшов у склад федерації морським союзником та став важливим опорним пунктом римського впливу. Як морські союзники також були приєднані міста Кротона, Локри, Фурії, Велія, Кампанії, Регій та інші. Протягом десяти років після від'їзду Пірра вся півострівна Італія опинилася під римським пануванням, або шляхом прямого завоювання, або в результаті союзу. Як писав Плутарх:  
"...це не тільки принесло римлянам перемогу, а й вирішило суперечку про те, кому належатиме верховне панування над Італією. Довівши в цих битвах свою доблесть, вони набули впевненості у своїй могутності і, уславившись непереможними, незабаром захопили всю Італію, а через деякий час і Сицилію..."  
Перемога Римської республіки також звернула на неї увагу міжнародної спільноти. Так, 273 р. до н.е. Птолемей II Філадельф став першим елліністичним монархом, який встановив дипломатичні стосунки з Римом.